# 신수진 (축구인)
신수진(申洙鎭, 1982년 10월 26일 ~ )은 대한민국의 전 축구 선수이자 축구 코치이다.

## 경력

### 지도자
- 고려대학교 축구부 코치
- 청주대학교 축구부 코치[1]

## 같이 보기
- 청춘FC 헝그리 일레븐